# Volksabstimmungen in der Schweiz 1958
Dieser Artikel bietet eine Übersicht der Volksabstimmungen in der Schweiz im Jahr 1958.
In der Schweiz fanden 1958 auf Bundesebene sieben Volksabstimmungen statt, im Rahmen von fünf Urnengängen am 26. Januar, 11. Mai, 6. Juli, 26. Oktober und 7. Dezember. Dabei handelte es sich um zwei Volksinitiativen, drei obligatorische Referenden, einen Gegenentwurf und ein fakultatives Referendum.

## Abstimmung am 26. Januar 1958

### Ergebnis
| Nr. | Vorlage                                                   | Art | Stimm- berechtigte | Abgegebene Stimmen | Beteiligung | Gültige Stimmen | Ja      | Nein    | Ja-Anteil | Nein-Anteil | Stände | Ergebnis |
| --- | --------------------------------------------------------- | --- | ------------------ | ------------------ | ----------- | --------------- | ------- | ------- | --------- | ----------- | ------ | -------- |
| 184 | Volksbegehren gegen den Missbrauch wirtschaftlicher Macht | VI  | 1'469'853          | 761'393            | 51,79 %     | 742'619         | 192'297 | 550'322 | 25,89 %   | 74,11 %     | 0:22   | nein     |

### Missbrauch wirtschaftlicher Macht
Seit je kämpften der LdU und die Migros gegen den Einfluss von Kartellen auf die Schweizer Wirtschaft. Folgerichtig unterstützten sie eine Initiative, die im Frühjahr 1954 von einem Zürcher Aktionskomitee «gegen den Missbrauch wirtschaftlicher Macht» angekündigt wurde. Die seit 1947 bestehende Kartellbestimmung in der Bundesverfassung sollte präzisiert und zu einem Verbot von Wettbewerbsbeschränkungen durch Monopole und Kartelle erweitert werden. Der Bundesrat lehnte die Initiative ab, da sie der historischen Entwicklung der Marktverhältnisse und der Rechtsentwicklung zuwiderlaufe, inhaltlich mangelhaft sei und zu Rechtsunsicherheiten führe. Das Parlament war derselben Meinung. Nach zeitgenössischen Einschätzungen gehörte der Abstimmungskampf zu den heftigsten, welche die Schweiz bisher erlebt hatte. Unterstützung erhielt der LdU lediglich von der kommunistischen PdA. Die Befürworter betonten, Ziel sei nicht die Abschaffung von Kartellen, sondern die Bekämpfung ihres Missbrauchs durch Preisvereinbarungen. Alle bürgerlichen Parteien und Wirtschaftsverbände (darunter auch der Gewerkschaftsbund) sprachen sich gegen die Initiative aus. Sie sei widersprüchlich, weil sie Freiheit proklamiere, aber zu Verboten, Staatseingriffen und Bürokratie führe. Ausserdem verwiesen sie auf die laufenden Vorarbeiten zum Kartellgesetz, mit dem effektiver gegen Preisabsprachen vorgegangen werden könne. Mit nur etwas mehr als einem Viertel Zustimmung war die Initiative chancenlos, auch sämtliche Kantone lehnten sie ab.

## Abstimmung am 11. Mai 1958

### Ergebnis
| Nr. | Vorlage | Art | Stimm- berechtigte | Abgegebene Stimmen | Beteiligung | Gültige Stimmen | Ja      | Nein    | Ja-Anteil | Nein-Anteil | Stände | Ergebnis |
| --- | --- | --- | ------------------ | ------------------ | ----------- | --------------- | ------- | ------- | --------- | ----------- | ------ | -------- |
| 185 | Bundesbeschluss vom 31. Januar 1958 über die verfassungsmässige Neuordnung des Finanzhaushaltes des Bundes | OR  | 1'471'221          | 782'942            | 53,22 %     | 768'170         | 419'265 | 348'905 | 54,58 %   | 45,42 %     | 17½:4½ | ja       |

### Neuordnung des Finanzhaushalts
Nachdem Volk und Stände 1954 einer provisorischen Finanzordnung für die Jahre 1955 bis 1958 zugestimmt hatten, gewannen Bundesrat und Parlament Zeit, um eine neue, dauerhafte Finanzordnung auszuarbeiten. Die Vorstellungen dazu lagen indes weit auseinander: Für das bürgerliche Lager stand eine Reduktion der direkten Steuern im Vordergrund, während die Linken eine Entlastung der unteren Schichten bei der Wehrsteuer und Reduktionen bei verschiedenen Verbrauchssteuern anstrebten. Nachdem der Bundesrat Mitte 1956 einen Vorentwurf präsentiert hatte, speckte er seine Vorlage im Februar 1957 auf Druck beider Lager nochmals ab. Unter anderem beschränkte er die Warenumsatzsteuer (WUSt) und die Wehrsteuer auf zwölf Jahre. Das bürgerlich dominierte Parlament halbierte diese Frist, senkte die Steuerbelastung stärker als der Bundesrat und erweiterte bei der WUSt die Liste der steuerbefreiten Güter. Die weitgehend geeinte Front der Befürworter rückte die finanzielle Entlastung für die Steuerzahler in den Vordergrund und betonte den Kompromisscharakter der Finanzordnung. Der Bund werde weiterhin genügend Einnahmen erzielen, um seine Aufgaben zu erfüllen. Gegen die Vorlage setzten sich die SP, der Gewerkschaftsbund und der VSK ein, denn aus ihrer Sicht würden nur Grossverdiener von den Entlastungen profitieren. Volk und Stände nahmen die Vorlage an.

## Abstimmungen am 6. Juli 1958

### Ergebnisse
| Nr. | Vorlage | Art | Stimm- berechtigte | Abgegebene Stimmen | Beteiligung | Gültige Stimmen | Ja      | Nein    | Ja-Anteil | Nein-Anteil | Stände | Ergebnis |
| --- | --- | --- | ------------------ | ------------------ | ----------- | --------------- | ------- | ------- | --------- | ----------- | ------ | -------- |
| 186 | Bundesbeschluss vom 21. März 1958 über die Ergänzung der Bundesverfassung durch einen Artikel 27ter betreffend das Filmwesen | OR  | 1'472'828          | 623'563            | 42,34 %     | 592'239         | 362'806 | 229'433 | 61,26 %   | 38,74 %     | 20½:1½ | ja       |
| 187 | Bundesbeschluss vom 21. März 1958 über das Volksbegehren für die Verbesserung des Strassennetzes (Gegenentwurf)              | GE  | 1'472'828          | 624'593            | 42,40 %     | 606'634         | 515'396 | 091'238 | 84,96 %   | 15,04 %     | 21:1   | ja       |

### Filmartikel in der Verfassung
Seit Jahrzehnten forderten Kulturverbände einen Verfassungsartikel, der die Unterstützung für Filme durch den Bund ermöglicht. Das Anliegen an sich war weitgehend unbestritten. 1955 lag ein absichtlich weit gefasster Entwurf des Bundesrates vor, jedoch führten einzelne Teilaspekte wie die Filmförderung, der Schutz der Pressefreiheit oder das Verhältnis zwischen Bund und Kantonen zu Diskussionen und Kritik. 1956 präsentierte der Bundesrat die endgültige Vorlage. Nur jene Aufgaben, die von den Kantonen überhaupt nicht oder nicht in sachgemässer und umfassender Weise gelöst werden können, sollten dem Bund übertragen werden. Demnach sollte der Bund befugt sein, Bestimmungen über die Förderung der einheimischen Filmproduktion, die Filmeinfuhr sowie über die Eröffnung und Umwandlung von Betrieben der Filmvorführung zu erlassen. Das Parlament genehmigte den Artikel mit grosser Mehrheit. Aufgabe der Kantone sollten Richtlinien über Zensur, Kinowerbung, Unterrichtsfilme und Jugendschutz sein. Die Befürworter argumentierten, nur mit einem Verfassungsartikel könne der Film auf demokratische Art geregelt werden. Er ermögliche ein freies und unabhängiges Filmgewerbe sowie ein vielseitiges Programm. Ausdrücklich gegen die Vorlage waren LdU und PdA, die in dem Artikel einen Verfassungsschutz für «skrupellose Machtinteressen» der Filmverbände sahen. Ferner sei der Protektionismus der Schweizer Filme gegenüber ausländischen Werken überflüssig. Mehr als drei Fünftel der Abstimmenden nahmen die Vorlage an, einzig die Kantone Appenzell Ausserrhoden und Schaffhausen sagten Nein.

### Verbesserung des Strassennetzes
Bau und Ausbau von Strassen waren Sache der Kantone, während der Bund nur wenige Regelungskompetenzen besass. Doch die Massenmotorisierung der 1950er Jahre schuf ein Bedürfnis nach einer gesamtschweizerischen Konzeption des Strassenverkehrs. 1955 lancierten der ACS und der TCS eine Volksinitiative. Sie verlangte insbesondere den Bau von Autobahnen und eine Finanzierung dieses Nationalstrassennetzes mit Erträgen aus dem Treibstoffzoll. Der Bundesrat war mit der Stossrichtung der Initiative einverstanden, befand aber, dass die Abgrenzung der Kompetenzen von Bund und Kantonen zu unklar definiert war. Daher erarbeitete er einen Gegenentwurf, den das Parlament mit geringfügigen Änderungen annahm. Die Initianten zogen daraufhin ihr Begehren zurück, da sie ihre Forderungen als erfüllt ansahen. Sämtliche Parteien und interessierten Verbände unterstützten die Vorlage und bezeichneten die geplanten Hochleistungsstrassen als volkswirtschaftlich vorteilhaft für die Schweiz. Ein leistungsfähiges Strassennetz steigere die Produktivität, ebenso sichere es die zentrale Lage der Schweiz als Verkehrs- und Tourismusdrehscheibe. Nennenswerte Opposition war keine auszumachen, weshalb die Vorlage weitestgehend unbestritten war. Mehr als vier Fünftel der Abstimmenden nahmen sie an, einzig im Kanton Schwyz resultierte eine knappe Nein-Mehrheit.

## Abstimmung am 26. Oktober 1958

### Ergebnis
| Nr. | Vorlage                                                        | Art | Stimm- berechtigte | Abgegebene Stimmen | Beteiligung | Gültige Stimmen | Ja      | Nein    | Ja-Anteil | Nein-Anteil | Stände | Ergebnis |
| --- | -------------------------------------------------------------- | --- | ------------------ | ------------------ | ----------- | --------------- | ------- | ------- | --------- | ----------- | ------ | -------- |
| 188 | Volksbegehren für die 44-Stunden-Woche (Arbeitszeitverkürzung) | VI  | 1'476'963          | 913'333            | 61,84 %     | 902'608         | 315'790 | 586'818 | 34,99 %   | 65,01 %     | ½:21½  | nein     |

### Einführung der 44-Stunden-Woche
Seit 1919 galt für Arbeitnehmer die 48-Stunden-Woche, seither waren die gesetzlichen Rahmenbedingungen nicht mehr angepasst worden. 1955 reichte der LdU deshalb eine Volksinitiative ein, mit der er die Reduktion der Arbeitszeit in Fabriken auf 44 Stunden forderte (und zwar innerhalb eines Jahres). Der Bundesrat lehnte die Initiative ab und wies darauf hin, dass bereits mehr als ein Fünftel der Arbeiter weniger als 48 Stunden pro Woche arbeite (einschliesslich Überstunden); ausserdem seien Gesamtarbeitsverträge (GAV) geeigneter als eine starre Regel. Das Parlament wies die Initiative ebenfalls zurück, überwies aber eine Motion, die den Bundesrat zur Ausarbeitung eines Arbeitsgesetzes aufforderte, das über die Fabriken hinaus gelten sollte. Aus diesem Grund lehnte auch der Gewerkschaftsbund die Initiative ab, während die SP Stimmfreigabe beschloss. Die Gegner wehrten sich nicht grundsätzlich gegen eine Arbeitszeitverkürzung, wollten diese aber stufenweise durch «Verständigung statt Zwang» erreichen. Auch versuchten sie, bezüglich Lohnstabilität das Vertrauen der Bürger in die GAV zu wecken. Die Befürworter sahen ihre Initiative als Chance, die Arbeitszeitreduktion auch in jenen Branchen und Betrieben durchzusetzen, wo dies per GAV bisher nicht geglückt war. Zumindest unterschwellig warfen sie den Gewerkschaften vor, sie hätten das Thema der Arbeitszeit vernachlässigt. Nur etwas mehr als ein Drittel der Abstimmenden nahmen die Vorlage an, eine Ja-Mehrheit gab es nur im Kanton Basel-Stadt.

## Abstimmungen am 7. Dezember 1958

### Ergebnisse
| Nr. | Vorlage | Art | Stimm- berechtigte | Abgegebene Stimmen | Beteiligung | Gültige Stimmen | Ja      | Nein    | Ja-Anteil | Nein-Anteil | Stände | Ergebnis |
| --- | --- | --- | ------------------ | ------------------ | ----------- | --------------- | ------- | ------- | --------- | ----------- | ------ | -------- |
| 189 | Bundesbeschluss vom 26. September 1958 über die Änderung der Bundesverfassung (Kursaalspiele) | OR  | 1'477'043          | 682'936            | 46,24 %     | 655'525         | 392'620 | 262'905 | 59,89 %   | 40,11 %     | 20½:1½ | ja       |
| 190 | Bundesbeschluss vom 20. Dezember 1957 betreffend die Genehmigung des zwischen der Schweizerischen Eidgenossenschaft und der Italienischen Republik abgeschlossenen Abkommens über die Nutzbarmachung der Wasserkraft des Spöl | FR  | 1'477'043          | 685'433            | 46,40 %     | 666'643         | 501'170 | 165'473 | 75,18 %   | 24,82 %     | –      | ja       |

### Höchsteinsatz bei Kursaalspielen
Nach einer angenommenen Volksinitiative durften Kursäle in Tourismusorten seit 1925 keine Glücksspiele mehr anbieten. Dieses totale Verbot endete bereits drei Jahre später, als Volk und Stände das Spiel mit Einsätzen von maximal zwei Franken pro Runde wieder erlaubten. Der Verband Schweizerischer Kursaalgesellschaften drängte später auf eine Erhöhung des Maximaleinsatzes. Mitte der 1950er Jahre beugte sich der Bundesrat dem grösser werdenden Druck von Kantonen und Tourismusverbänden und erarbeitete eine Vorlage, die den Höchsteinsatz nicht mehr in der Verfassung, sondern in einer Verordnung regeln sollte. Nach Kritik insbesondere aus Kirchenkreisen schrieb das Parlament jedoch einen Höchsteinsatz von fünf Franken in der Verfassung fest. Der LdU, die EVP und Kirchenvertreter lehnten die Vorlage aus prinzipiellen Gründen ab, sei es aus moralischen Gründen oder aus Angst vor einer Förderung der Spielsucht. Zu den Befürwortern gehörten die grossen Parteien und die Tourismusverbände, welche die Erträge aus dem Glücksspiel als unverzichtbar für das Gedeihen des Fremdenverkehrs bezeichneten. Die zu erwartenden Mehreinnahmen würden die dringend notwendige Modernisierung von Kursälen, öffentlichen Parkanlagen und Wegen sowie die Anpassung des Kulturbetriebs an die steigenden Bedürfnisse der ausländischen Gäste ermöglichen. Knapp drei Fünftel der Abstimmenden nahmen die Vorlage an, Nein-Mehrheiten resultierten nur in den Kantonen Genf und Basel-Landschaft.

### Wasserkraft des Spöl
Seit dem frühen 20. Jahrhundert gab es Pläne für die Nutzung der Wasserkraft des Flusses Spöl, der in Italien entspringt, den Nationalpark durchfliesst und bei Zernez in den Inn fliesst. Mitte der 1950er Jahre konnten sich schweizerische und italienische Interessenten auf ein gemeinsames Konzept einigen, doch gab es aus Naturschutzkreisen Widerstand gegen das Projekt. Anfang 1957 lancierte eine Unterengadiner Bürgergruppe eine Volksinitiative, die den Gemeinden eine Entschädigung für den Verzicht auf die Wasserkraftnutzung zusichern sollte. Dessen ungeachtet unterzeichnete der zuständige Bundesrat Max Petitpierre den Spöl-Staatsvertrag mit Italien. Als das Parlament diesen genehmigte, ergriff ein Komitee für die Erhaltung des Nationalparks das Referendum. Hauptgegner des Staatsvertrags war die Pro Natura, die Unterstützung durch den LdU, den Schweizer Heimatschutz und die Schweizerische Naturforschende Gesellschaft erhielt. Sie bezeichneten das Kraftwerk als zerstörerischen Eingriff in die Natur und als Gefahr für den Nationalpark. Alle anderen Parteien und auch die Wirtschaftsverbände sprachen sich für die Vorlage aus. Sie argumentierten, bei einem Nein könnte Italien zum Schaden der Natur weit mehr Wasser nach Süden ableiten als vereinbart. Ausserdem ermögliche der Vertrag eine beträchtliche Vergrösserung des Nationalparks. Etwas mehr als drei Viertel der Abstimmenden nahmen den Staatsvertrag an.